# Pelištejci

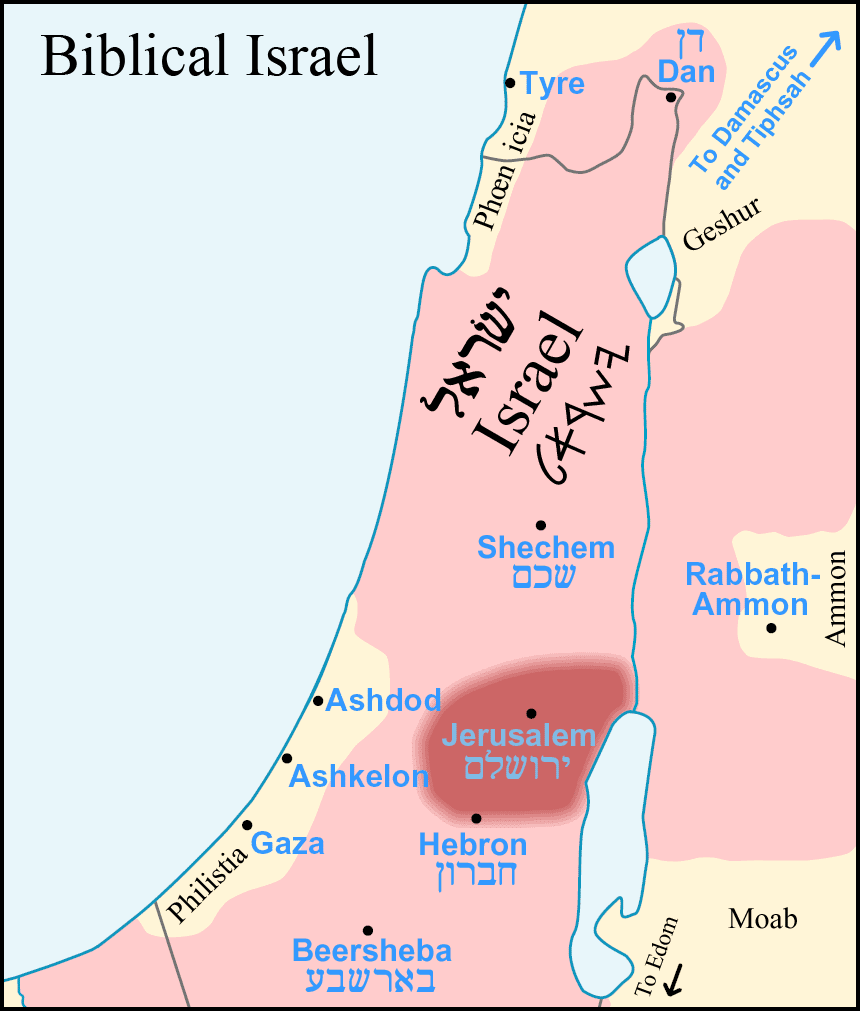
Mapa zobrazuje území Pelištejců (žlutě) a jejich města Gazu, Ašdod a Aškelon

Pelištejci či Pelišté (starším českým názvem Filištíni; hebrejsky פְּלְשְׁתִּים, Pelištim) byli nesemitský národ, který přišel pravděpodobně z Kréty (kmen Peleset (či Pelešet) jako jeden z tzv. mořských národů. Kolem roku 1200 př. n. l. dobyli jižní pobřeží Palestiny a spojil kanaánské městské státy v jeden svazek. Podle biblických zdrojů tvořilo pelištejský spojenecký svaz pět městských států – Gaza, Ašdod, Aškelon, Gat a Ekron. Ovšem existují zprávy i z období patriarchy Abraháma, který měl přátelské styky s pelištejským králem města Geraru – chronologicky by to spadalo do mnohem časnější epochy, což vnáší do problematiky příchodu Pelištejců do Palestiny určitý zmatek.

## Původ Pelištejců
O nesemitském a pravděpodobně indoevropském původu Pelištejců svědčí i skutečnost, že jsou často uváděni v Bibli jako neobřezaní, na rozdíl od blízkovýchodních národů. Pro krétskou teorii svědčí i vykopávky v pelištejských městech (kromě Gazy), které odhalily podobnost pelištejské kultury s krétskou (mínojskou) a mykénskou. Některé architektonické prvky objevené v Ekronu připomínají mykénský megaron. Kromě toho se také v knize Ámos 9, 7 výslovně píše „...což jsem (míněno Bůh) nevyvedl Filištíny z Kaftoru..?“ – to byl jeden ze starobylých názvů Kréty. Stejně označuje původ Pelištejců („...z ostrova Kaftor“) i kniha Jeremjáš 47, 4. Mimoto, na známém krétském disku z Faistu s dosud nerozluštěným nápisem, je jeden opakující se piktogram, nápadně připomínající vyobrazení bojovníků kmene Peleset, známé z egyptských reliéfů (zádušní chrám Ramesseho III. v Medínet Habu).

### Jazyk
Pelištejci pravděpodobně mluvili indoevropským jazykem, možná jazykem příbuzným mykénštině, avšak existují i domněnky, že Pelištejci mluvili jazykem Kananejců, které si podrobili, tedy semitským jazykem. Jediný nápis, o kterém se archeologové domnívají, že je čistě pelištejský, byl nalezen v Ekronu. Rovněž některá pelištejská jména uvedená v Bibli – Pikol (velitel vojska Abimelecha, krále Geraru), Goljat (Goliáš – známý válečník), Achíš (pelištejský král, jehož jméno může připomínat řecké Αγχίσης, Anchísés) – jsou indoevropského původu.

## Kultura a dějiny
O jejich náboženství toho není mnoho známo. Někteří archeologové se domnívají, že první Pelištejci uctívali tytéž bohy, jako Mykéňané. Starý zákon uvádí, že se časem přizpůsobili kanaánskému náboženství a uctívali zvláště boha Dagona (mořského boha – „rybáře“) (kniha Soudců 16, 23).
Byli zdatní válečníci, kteří ovládali v době izraelských soudců celou pobřežní pláň. V biblických záznamech vystupují jako trvalí nepřátelé Izraelitů, kteří svou vojenskou mocí (válečné vozy se železnými kosami) budili respekt a dařilo se jim po nějaký čas nad izraelskými kmeny i přímo vládnout (k tomu napomáhal i zákaz výroby železných nástrojů a zbraní, který Pelištejci na Izraelity uvalili). Byli poraženi teprve králem Davidem, podrželi si však jistou míru autonomie. Jejich podmanění trvalo i za vlády krále Šalomouna. Krátce po jeho smrti a rozpadu dosud jednotného izraelského království na dvě části, se Pelištejcům podařilo obnovit vlastní státnost a následující staletí vyplňovaly stálé střety (se střídavým úspěchem) s oběma izraelskými královstvími. Nakonec si většinu oblasti podrobili Asyřané; Gazu zničil zase Egypt. Pelištejci definitivně zmizeli z historie během 4. století př. n. l. po babylonské a následné perské invazi.

## „Země Pelištejců“
Po potlačení Bar Kochbova povstání Římany roku 135 n. l. bylo hlavní město římské provincie Iudaea (Judsko) Jeruzalém přejmenováno na Aelia Capitolina. Zároveň byla celá provincie na znamení porážky Židů posměšně přejmenována podle jejich dávných, tou dobou dávno zmizelých, nepřátel na Syria Palaestina („Pelištejská Sýrie“, Syropalestina). Nový název převzal celý západní svět a oblast je pod tímto názvem známa až dodnes. Z latinského Palaestina pochází i arabské označení Palestiny فلسطين Filastīn (Falastīn).
Dnešní Palestinci jsou sice pojmenováni podle Palestiny a tím dědici jména starověkých Pelištejců, nemají však s nimi etnicky nic společného.